# Fear of Girls
Fear of Girls — двухсерийный короткометражный фильм, снятый группой Dangerously Adorable Productions по замыслу Райэна Вуда. Фильм рассказывает о жизни двух заядлых ролевых игроков — Дага Дагласона и Рэймонда Рэктбёргера. Это делается в комическом стиле с использованием элементов псевдодокументального кино.
Обе серии были переведены на русский язык и озвучены сотрудниками журнала «Навигатор Игрового Мира».
В 2008 году вышла третья серия.

## Первая серия (2005 год)
Два главных героя — стереотипные заядлые ролевики. Рэймонд (Джоргенсон) носит на размер бо́льшую футболку с изображением дракона. Вместе со своим другом Дагом (Ломмель) они коротают время за игрой в фэнтезийные настольные ролевые игры, а иногда играют и вживую, используя костюмы, стилизованные под фэнтези. Оба героя — социопаты: Рэймонд говорит о том, что ему нравятся женщины и что у него есть подруга, на которую у него «большие планы, вот только она об этом пока не знает». Эта подруга — разносчица пиццы, которая отвергает Рэймонда после его глупого приставания. Даг относится к девушкам совсем холодно. По его словам «единственная женщина, принимающая мало-мальски активное участие в его жизни — жена его брата, и ему было бы всё равно, если бы она сгорела заживо». Даг груб с женой брата, которая отвечает ему взаимностью, так как убеждена, что Даг — психопат или сатанист.
Сайт первой серии «Fear of Girls» был самым цитируемым сайтом в мире согласно Daypop.com, и оказался под воздействием слэшдот-эффекта 29 января 2006.

## Вторая серия (2007 год)
Вторая серия по духу немного отклоняется от оригинала, но всё же является непосредственным его продолжением. Здесь Даг и Рэймонд являются знаменитостями из-за того, что о них сняли фильм (речь идёт о первой серии «Fear of Girls»). Они решают использовать славу для того, чтобы созвать побольше людей в свою новую ролевую игру. В силу сценария игры, написанного Дагом, все новые игроки будут девушками. В конце концов три девушки приходят на место проведения игры. Первая (Феллнер) является импульсивной и энергичной поклонницей Дага (который избавляется от неё при первом удобном случае). Вторая (Вильямс) старается проявить себя, как актриса, постоянно разыгрывая разные чувства. Последняя (Сиглер) оказывается таким же заядлым ролевиком, как Даг и Рэймонд; она использует всё, чтобы победить в этой игре.

## Третья серия (2008 год)
Даг и Рэймонд пытаются получить 10 тысяч долларов на финансирование новой ролевой игры, которую они придумали.

## Четвёртая серия (2014 год)
Осенью 2013 года Райан Вуд, режиссёр Fear of Girls, запустил кампанию на Kickstarter, чтобы финансировать 4-й эпизод с возможностью расширения сериала до тринадцати эпизодических арок. В сентябре 2013 года кампания была успешно профинансирована, получив 10 758 доллоров США из желаемях 7500 долларов США.
Съемки начались в январе 2014 года, а эпизод был выпущен для участников кикстартера в мае 2014 года, для широкой публики 17 сентября 2014 года.

## Актёрский состав
- Том Ломмель (Tom Lommel) — Даг Дагласон (Doug Douglason)
- Скотт Джоргенсон (Scott Jorgenson) — Рэймонд Рэктбёргер (Raymond Ractburger)
- Чарльз Хаббел (Charles Hubbell) — Брат Дага (Pastor Douglason)
- Эмили Хансен (Emily Hansen) — Жена брата Дага (Maryann Douglasson)
- Энжела Дальтон (Angela Dalton) — Разносчица пиццы (Pizza Girl)
- Элли Джонсон (Ellie Johnson) — Первая бегунья (Jogger #1)
- Паола Карденас (Paola Cardenas) — Вторая бегунья (Jogger #2)
- Эрик Вебстер (Eric Webster) — Сопляк (Jerk)
- Хейди Феллнер (Heidi Fellner) — Ванесса (Vanessa)
- Брендон Мэрили Вильямс (Brandon Marilee Williams) — Солера (Solera)
- Жасмин Ким Сиглер (Jazmine Kim Sigler) — Женщина-игрок (Female Gamer)